# جان ادگار وایدمن
جان ادگار وایدمن (به انگلیسی: John Edgar Wideman) (زاده ۱۹۴۱) نویسندهٔ آمریکایی. او دو بار برندهٔ جایزهٔ پن/فاکنر شد اما با این حال بیشتر به عنوان آموزگار داستان‌نویسی معروف است.

## زندگی
در سال ۱۹۴۱ در واشینگتن به دنیا آمد. بعد از مدت کوتاهی خانواده‌اش به هوم‌وود، منطقه‌ای خاص آفریقایی‌تباران در پیتسبورگِ پنسیلوانیا مهاجرت کردند و او در جمع سیاهان آفریقایی‌تبار بزرگ شد. نخستین رمان‌اش در ۱۹۶۷ منتشر شد و پس از آن هفت رمان دیگر، یک کتاب خاطرات، و چهار مجموعه داستان از او منتشر شد.

## جوایز
- ۱۹۸۴ - جایزه پن/فاکنر برای رمان «دیروز دنبالت فرستادم»
- ۱۹۹۰ - جایزهٔ کتاب آمریکا در زمینه داستان.
- ۱۹۹۱ - جایزه پن/فاکنر برای رمان «آتش‌سوزی فلادلفیا»
- ۲۰۰۰ - جایزهٔ اُ. هنری برای داستان «وزنه»[۱]